# Otto Pfändler
Otto Pfändler, né le 30 mai 1890 à Flawil et mort le 24 janvier 1978 à Zurich, est une personnalité politique suisse, membre de l'Alliance des Indépendants.

## Biographie
Instituteur pendant 20 ans à Saint-Gall jusqu'en 1938, il part ensuite pour Zurich où il prend le poste de secrétaire général de l'Alliance des Indépendants jusqu'en 1944 où il devient (directeur de la caisse de pension de Migros jusqu'en 1958. 
Sur le plan politique, il est respectivement élu député au Grand Conseil du canton de Saint-Gall, puis au Conseil national de 1939 en Suisse à 1943. À ce dernier poste, il défend la création de l'AVS et est le principal promoteur de l'Initiative populaire « concernant la réorganisation du Conseil national », rejetée par le peuple le 3 mai 1942, qui prendra progressivement son nom pour être finalement connue sous le nom d'« initiative Pfänder ».

## Publications
- (de) Rückblick auf mein Leben, 1975